# Гарборфронт

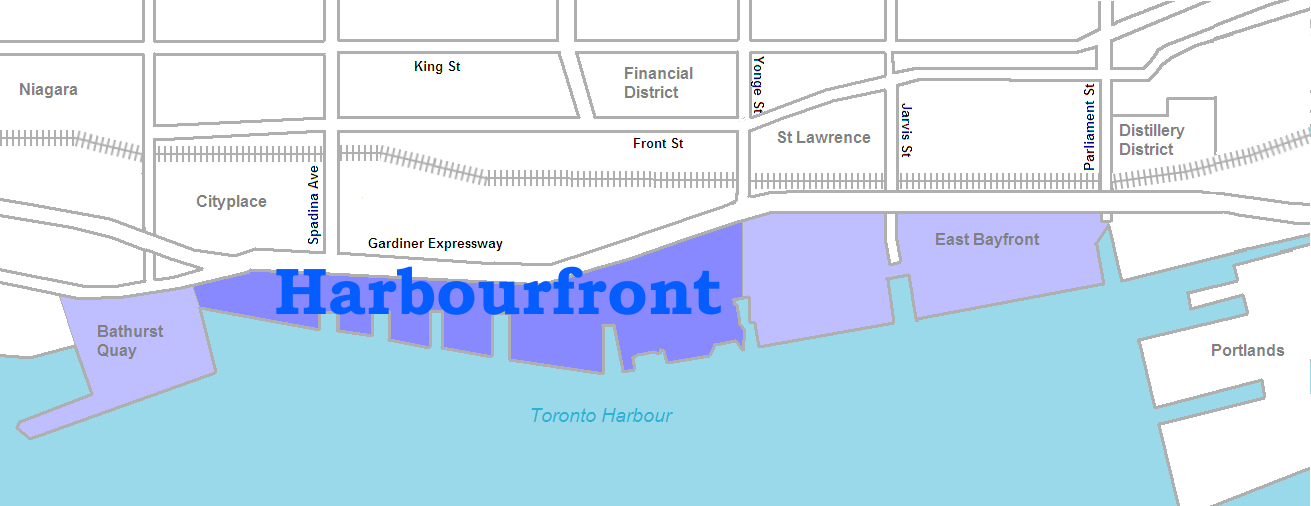
Карта Гарборфронту

Гарборфронт (англ. Harbourfront) — назва району колишнього порту Торонто, який був перепланований у 1980-х роках з метою наблизити центр міста до озера Онтаріо. До того часу в цьому районі були залізничні колії, складські зони та перевантажувальні пункти, а берег озера був недоступний. Сьогодні Гарборфронт серед районів Старого Торонто є бажаним для проживання кварталом, здебільшого забудованим житловими багатоповерхівками. Перепланована зона порту простягається приблизно на 1,5 кілометра у напрямку схід-захід між швидкісною автомагістраллю Гардінер і вулицею Лейкшор та берегом озера навпроти островів Торонто. На сході він обмежений Батгерст-стріт; на заході район тягнеться до Янг-стріт. Основна транспортна вісь — Набережна Королеви, в оновлених складських приміщеннях розташовані ресторани та заклади культури; набережні були об'єднані в єдину пішохідну мережу, що утворило популярну прогулянкову зону, сполучену з пристанями. Поромний термінал Квінз-Квей, з якого можна дістатися до островів Торонто, розташований на території колишнього складу. Районом прокладено трамвайну лінію.

## Події
На відкритих майданчиках та у приміщеннях Гарборфронту відбуваються численні культурні заходи — фестивалі, концерти і виставки.

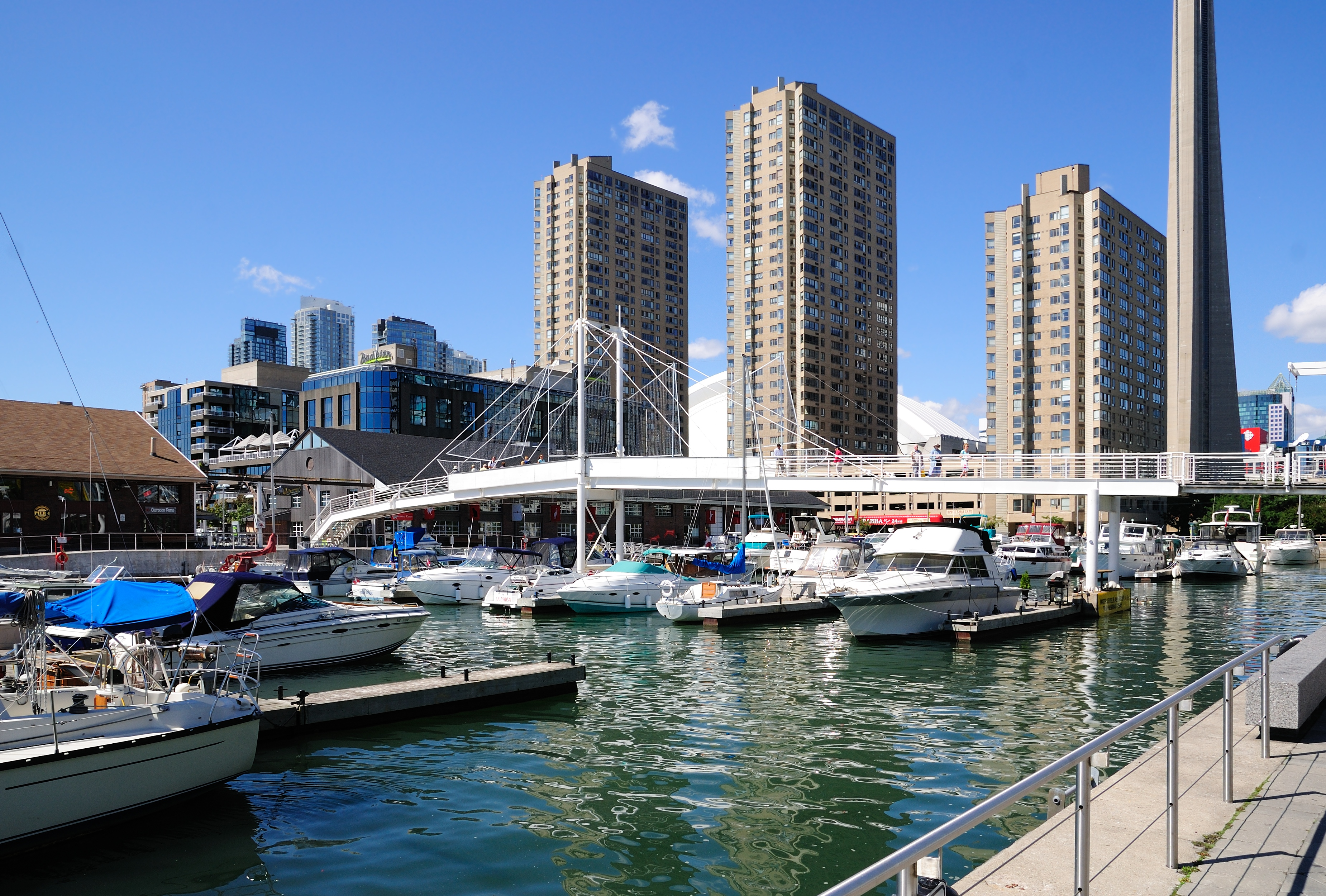
Яхт-клуб, Амстердамський міст
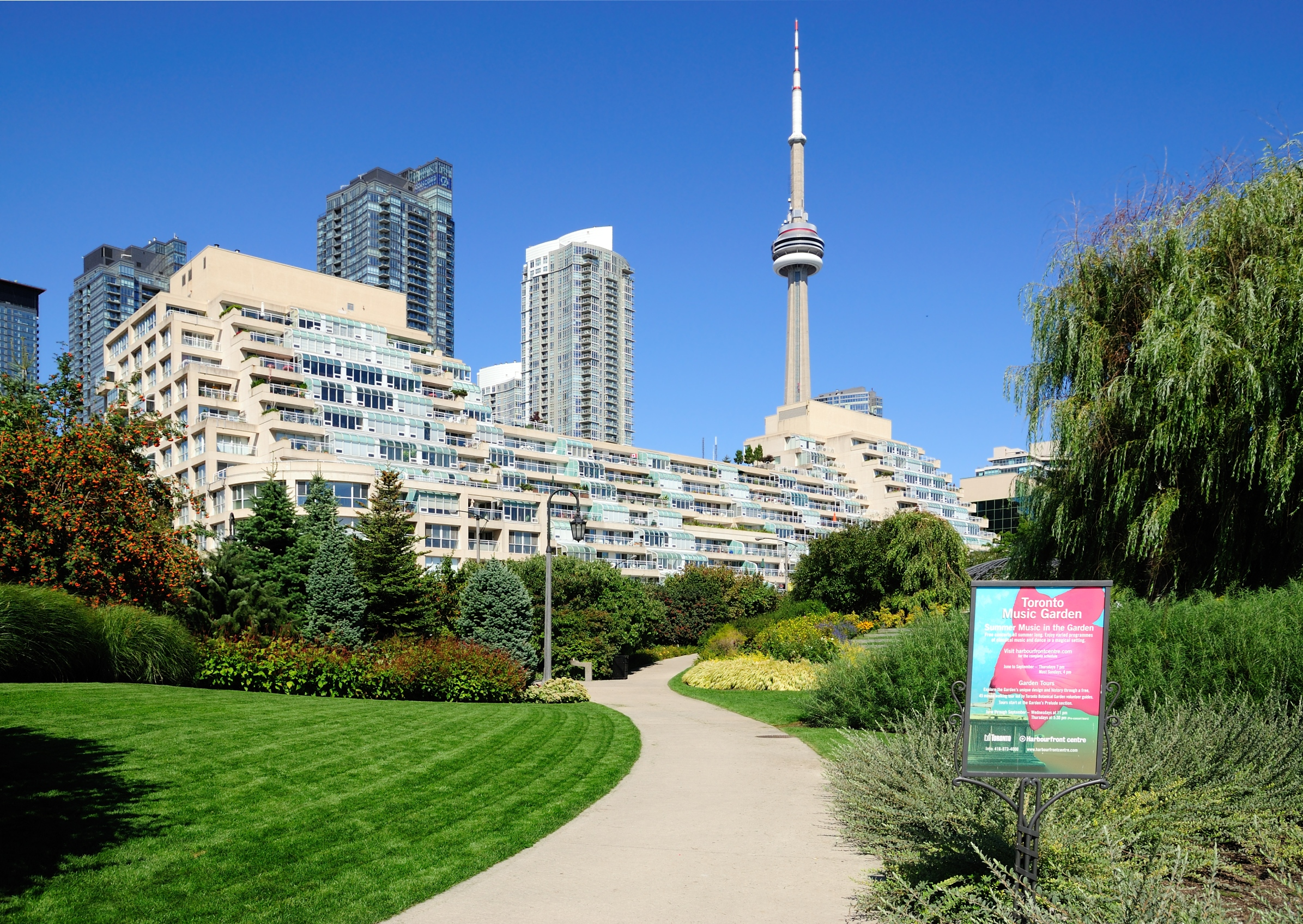
Музичний сад Торонто
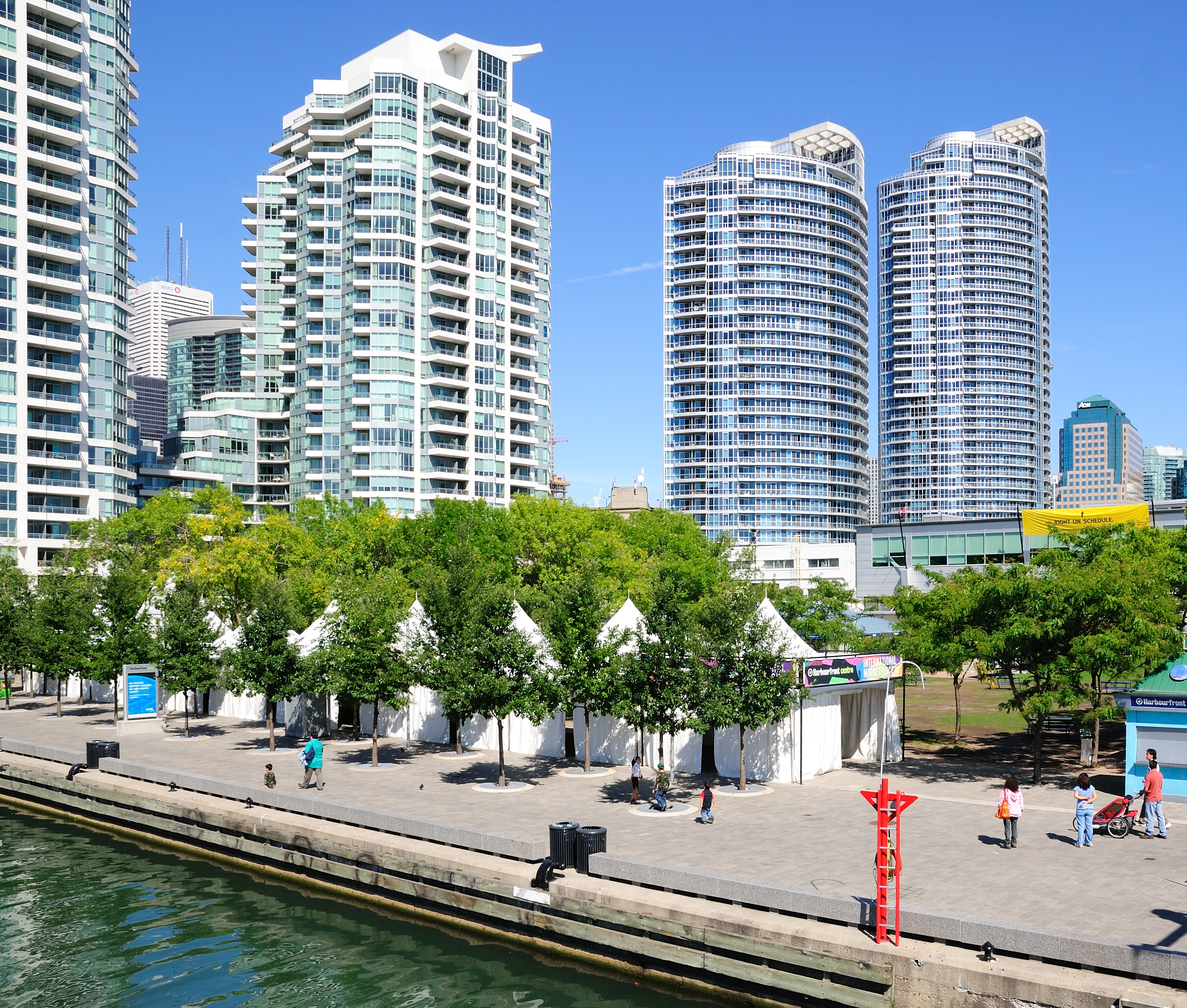
Житлові будинки